# Адкинсон, Джозеф Бернард
Джозеф Бернард Адкинсон  (4 января 1892 –23 мая 1965) – американский солдат, служил в армии США в ходе Первой мировой войны, удостоился медали Почёта за храбрость.
Адкинсон родился в Западном Теннесси. Вступил в армию в 1917 году в г. Мемфис. Проживал в г. Атока, штат Теннесси, где и вступил в армию. В середине 1918 года Адкинсон и дивизия где он служил, вступили в бои во Франции. 29 сентября 1918 года близ Белликура взвод сержанта Адкинсона оказался прижатым к земле плотным огнём германского пулемёта в 50 ярдах перед ними.
Адкинсон, действуя в одиночку, опрокинул пулемёт и ворвался в траншею, вынудив под угрозой штыка пулемётный расчёт из трёх человек капитулировать. Это позволило его взводу наступать дальше. В 1919 году Адкинсон был награждён медалью Почёта и стал одним из шести солдат из Теннесси получившие эту награду за службу в ходе Первой мировой войны. Другим солдатом из этих шести был Алвин Йорк, которого в фильме «Сержант Йорк» воплотил актёр Гэри Купер.
Адкинсон получил свою медаль в пресвитерианской церкви Атока, где позднее был возведён памятник в честь его подвига. Управление мэров и олдерменов Атоки назвало улицу в его честь. Адкисон Серкл проходит перед домом, который его мать купила в 1906 году.  Во время Возвращения на родину в Теннесси в 1986 году  камень из церкви был перенесён в недавно названный парк Адкисон , также находящийся близ его дома в городе Атока.
Адкинсон умер в 1965 году и похоронен на кладбище Салем Ассоциированной реформатской пресвитерианской церкви близ г. Атока, штат Теннесси.

## Наградная надпись к медали Почёта
Звание и часть: Сержант армии США, рота С, 119-й пехотный полк, 30-я дивизия
Место и время: Близ Белликурта, Франция, 29 сентября 1918 года.
Поступил на службу в: Мемфис, Теннесси
Родился:4 января 1892 года, Египет, Теннесси.
Общие приказы: Военное управление, Общие приказы № 59 (3 мая 1919 года).
Цитата:
Когда убийственный  пулемётный огонь с расстояния в 50 ярдов сделал наступление его взвода невозможным и вынудил взвод искать укрытие, сержант Адкинсон с величайшей храбростью пробежал вперёд на 50 ярдов по открытой местности прямо к вражескому пулемёту, сбросил пулемёт с парапета во вражескую траншею и под угрозой штыка заставить сдаться трёх человек, управлявших пулемётом. Храбрость и решение, быстро принятое этим солдатом позволило взводу завершить наступление.
Оригинальный текст (англ.)
Rank and organization: Sergeant, U.S. Army, Company C, 119th Infantry, 30th Division.
Place and date: At Bellicourt, France; September 29, 1918.
Entered service at: Memphis Tennessee. Born: January 4, 1892; Egypt, Tennessee.
General Orders: War Department, General Orders No. 59 (May 3, 1919).
Citation:
When murderous machinegun fire at a range of 50 yards had made it impossible for his platoon to advance, and had caused the platoon to take cover Sergeant. Adkison alone, with the greatest intrepidity, rushed across the 50 yards of open ground directly into the face of the hostile machinegun kicked the gun from the parapet into the enemy trench, and at the point of the bayonet captured the 3 men manning the gun. The gallantry and quick decision of this soldier enabled the platoon to resume its advance.